# Pau II de Constantinoble
Pau II de Constantinoble (en llatí: Paulus, en grec antic: Παυ̂λος Β') va ser patriarca de Constantinoble.
Va ser prevere i després ecònom de l'església de Constantinoble. En quedar sol al tron Constant II, després del desterrament del seu col·lega Heraclones, el patriarca Pirros de Constantinoble va ser deposat i nomenat al seu lloc Pau II. Va ser consagrat a l'octubre del 642.
Va ser acusat de ser Monotelisme i d'haver estat l'inductor de l'edicte imperial promulgat l'any 648 que prohibia tota discussió sobre si en Crist hi havia una o diverses voluntats. Un concili fet a Roma convocat pel Papa Teodor I, al mateix any, el va declarar heretge i el va deposar, sentencia confirmat per un concili convocat al Laterà el 649 dirigit pel Papa Martí I, que no tenia medis per fer complir aquesta decisió. Pau es va mantenir al front de la seu fins a la seva mort el 652. Abans de morir encara va aconseguir que l'emperador deposés al papa Martí i l'enviés a l'exili al Quersonès on el papa va morir. Es diu que abans de la seva mort, Pau Ii es va penedir del mal que havia fet.
Va deixar escrits: 
1. Επιστολὴ Θεοδὼρῳ, Epistola Theodoro
2. Επιστολὴ Θεοδώρῳ, Epistola ad Theodorum
3. Επιστολὴ πρὸς ̓Ιάκωβον, Epistola ad Jacobum